# Jugendstil

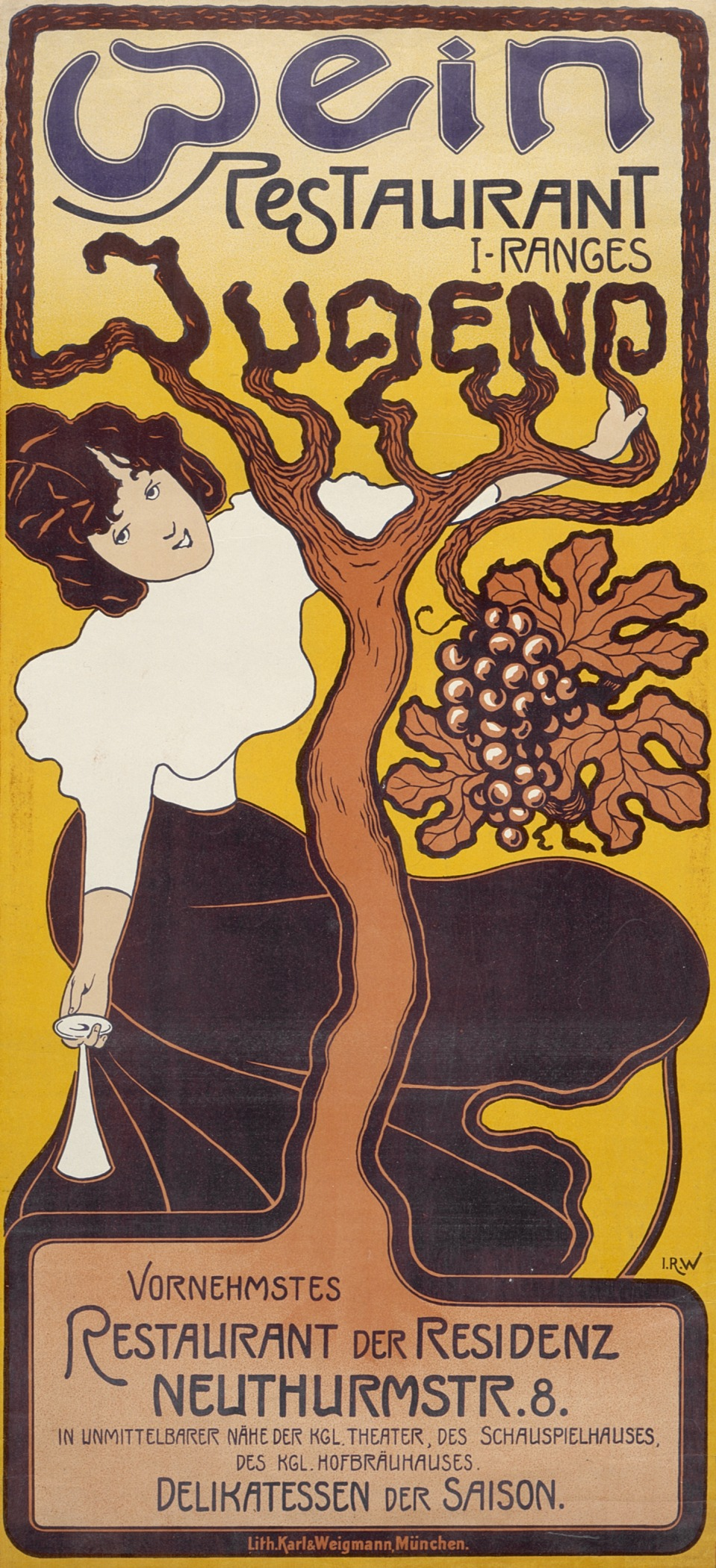
Locandina del ristorante (e vineria) Wein Restaurant “Jugend”, disegnata da Josef Rudolf Witzel nel 1891.

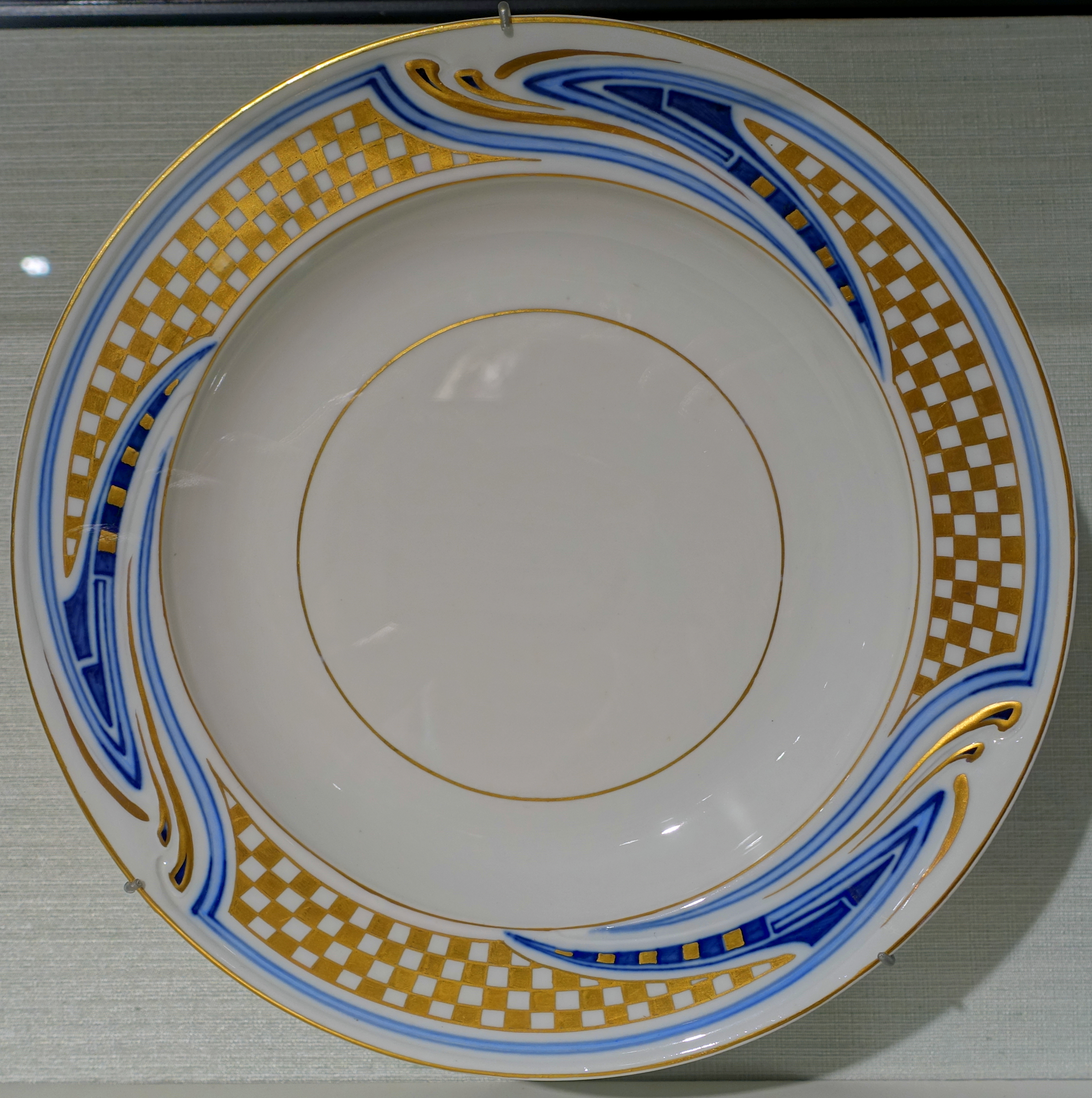
Piatto fondo disegnato da Henry van de Velde per la manifattura Meißen, realizzato in porcellana con sottosmalto blu e doratura (1903; Darmstadt, Hessisches Landesmuseum).

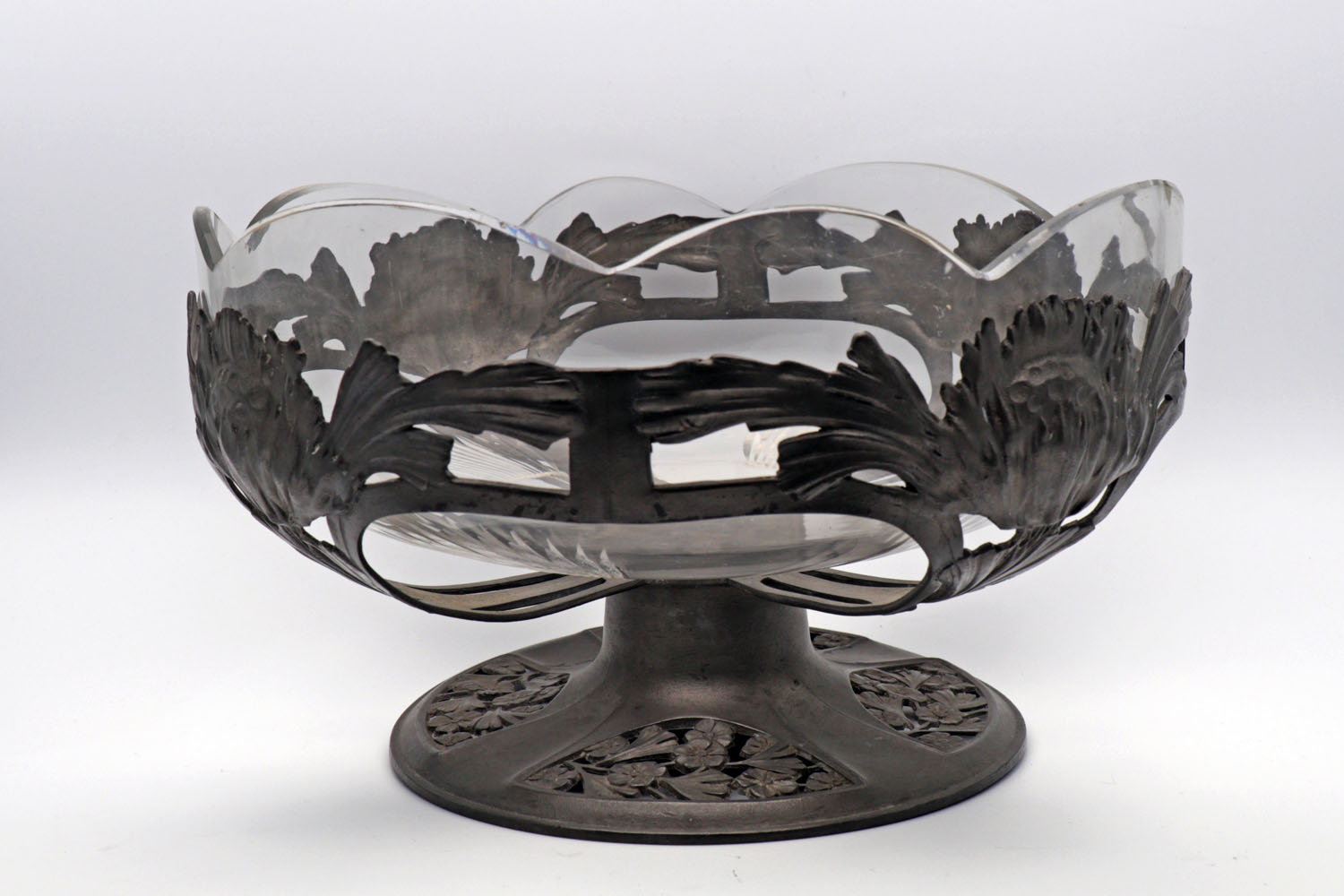
Ciotola in peltro "Orivit Jugendstil" con rivestimento in vetro (1900 circa).

Jugendstil è il nome che presero in Germania e Svizzera le espressioni artistiche dell'Art Nouveau, dal nome di una rivista di Monaco (Jugend, "Giovinezza", fondata nel 1886) che contribuì a diffondere il nuovo linguaggio artistico, soprattutto nel campo della grafica e delle arti applicate. Il termine venne usato per la prima volta nel 1899 sulla rivista Insel.

## Descrizione
Spesso con il nome Jugendstil si ricomprendono anche le espressioni artistiche nate nello stesso periodo in altri paesi del Nord Europa e in Austria; questo dimostra l'intenso contatto culturale tra Vienna e Monaco.
Il Modernismo in Germania fu influenzato dall'Art Nouveau franco-belga (Henry van de Velde fu attivo in Germania dal 1893), ma anche dal movimento inglese Arts and Crafts. Una stretta relazione vi fu con la Secessione viennese, che a sua volta prese il nome Secession dal movimento sorto a Monaco nel 1892 (Secessione di Monaco) e successivamente nel 1893 a Berlino (Secessione di Berlino) che possono considerarsi parte integrante dello Jugendstil. Artisti e architetti austriaci furono attivi in Germania.
I centri di diffusione dello Jugendstil furono molti, oltre a Monaco, dove furono attivi Hermann Obrist, Richard Riemerschmid, Ferdinand Hodler e altri artisti che portarono al massimo sviluppo le tendenze floreali e fitomorfe, soprattutto nella grafica e nelle arti applicate. A Berlino operò prevalentemente l'architetto August Endell. A Weimar fu attivo il belga: Henry van de Velde; a Karlsruhe, Hermann Billing, e lo svizzero Karl Moser.
A Darmstadt vennero realizzate le opere architettoniche di maggior rilievo; infatti nel 1899 il granduca dell'Assia fondò una famosa colonia di artisti, sulla Mathildenhöhe, con l'intento di farne un centro di diffusione di produzione artigianale e artistica d'avanguardia, chiamandovi a lavorare tra gli altri Bernhard Hoetger, Patriz Huber, Hans Christiansen, Peter Behrens e Joseph Maria Olbrich che realizzò l'edificio che accoglieva le attività artistiche e le esposizioni e la famosa torre "delle nozze".
Erede dello Jugendstil nel campo delle arti applicate fu il Deutscher Werkbund, fondato a Monaco nel 1907 e animato da Peter Behrens, anche se nello Jugendstil ha le sue radici anche l'Espressionismo.

## Galleria d'immagini

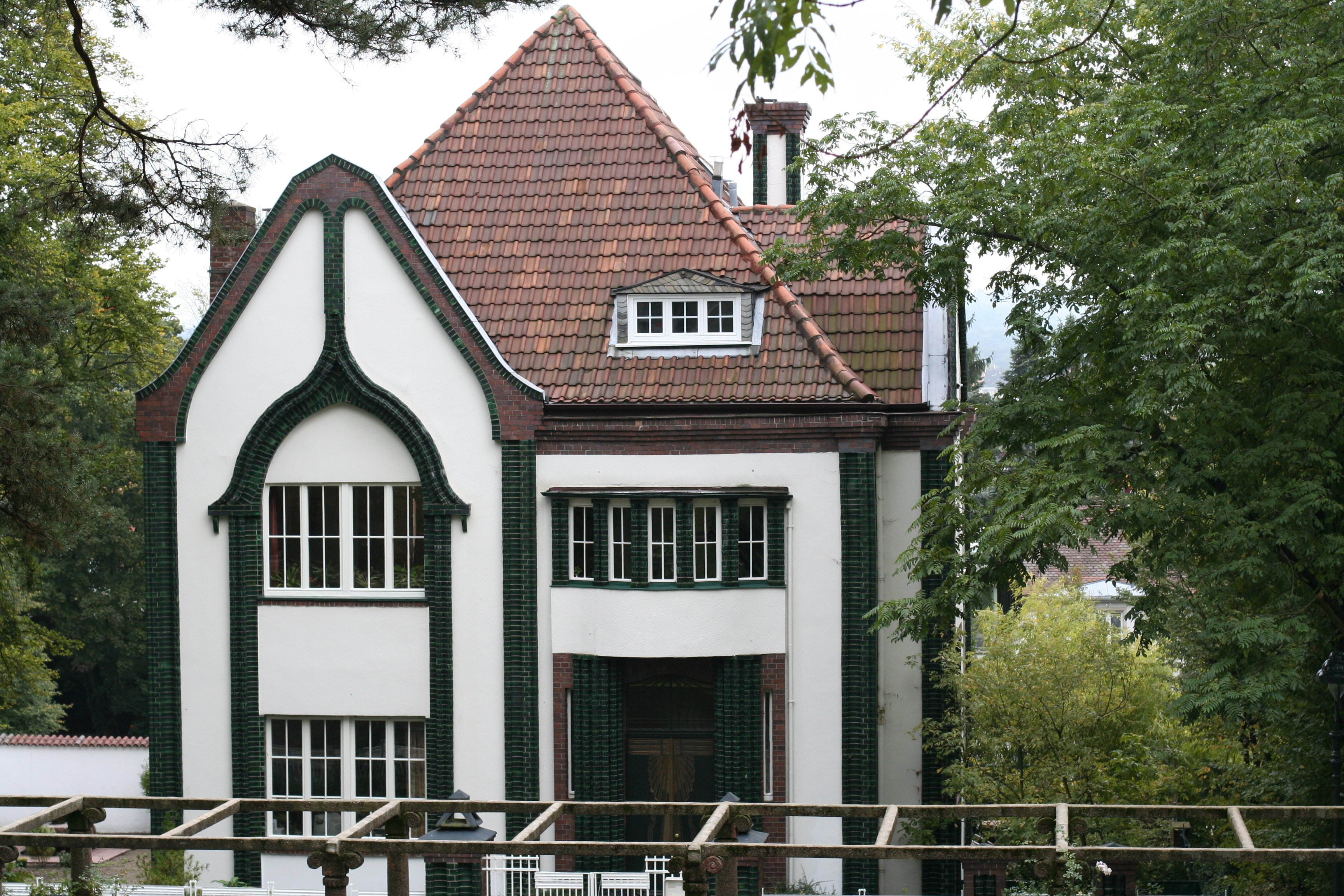
Casa Behrens a Darmstadt.
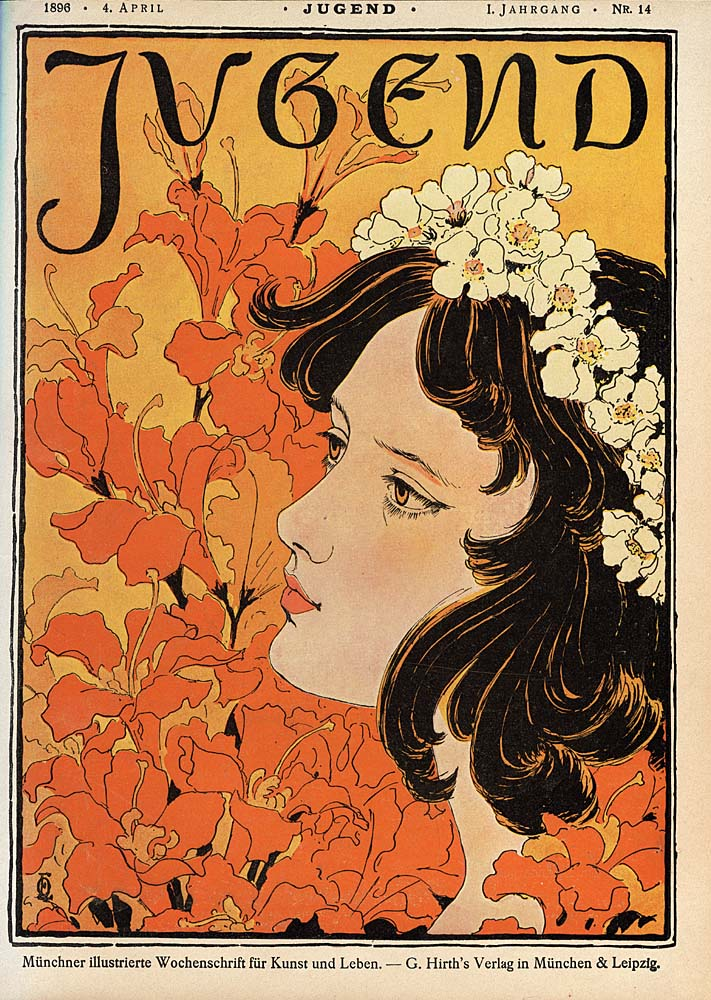
Copertina della rivista settimanale Jugend (n. 14, 1896), di Otto Eckmann.
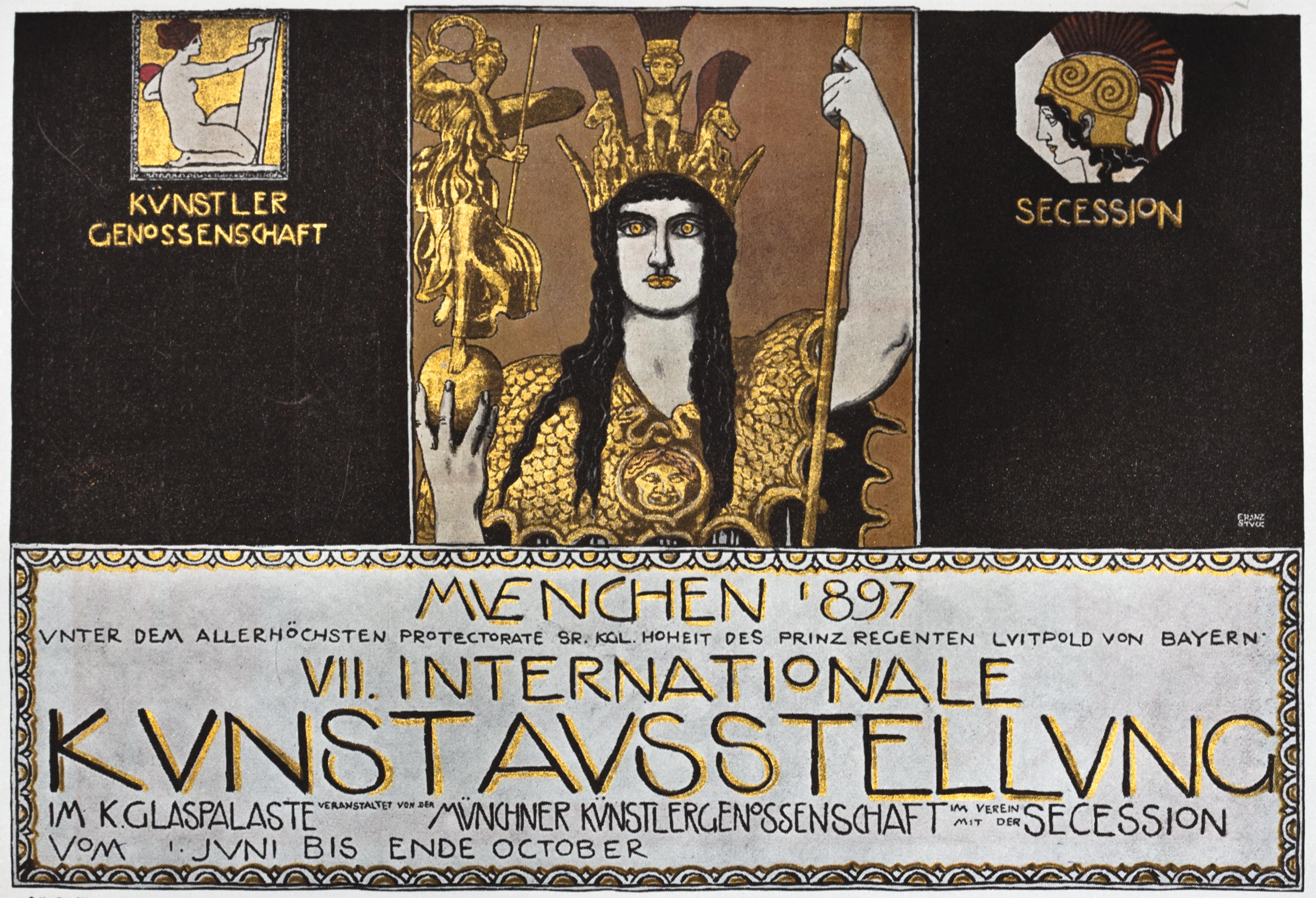
Manifesto di Franz von Stuck per l'ottava sécession monacense (1897).
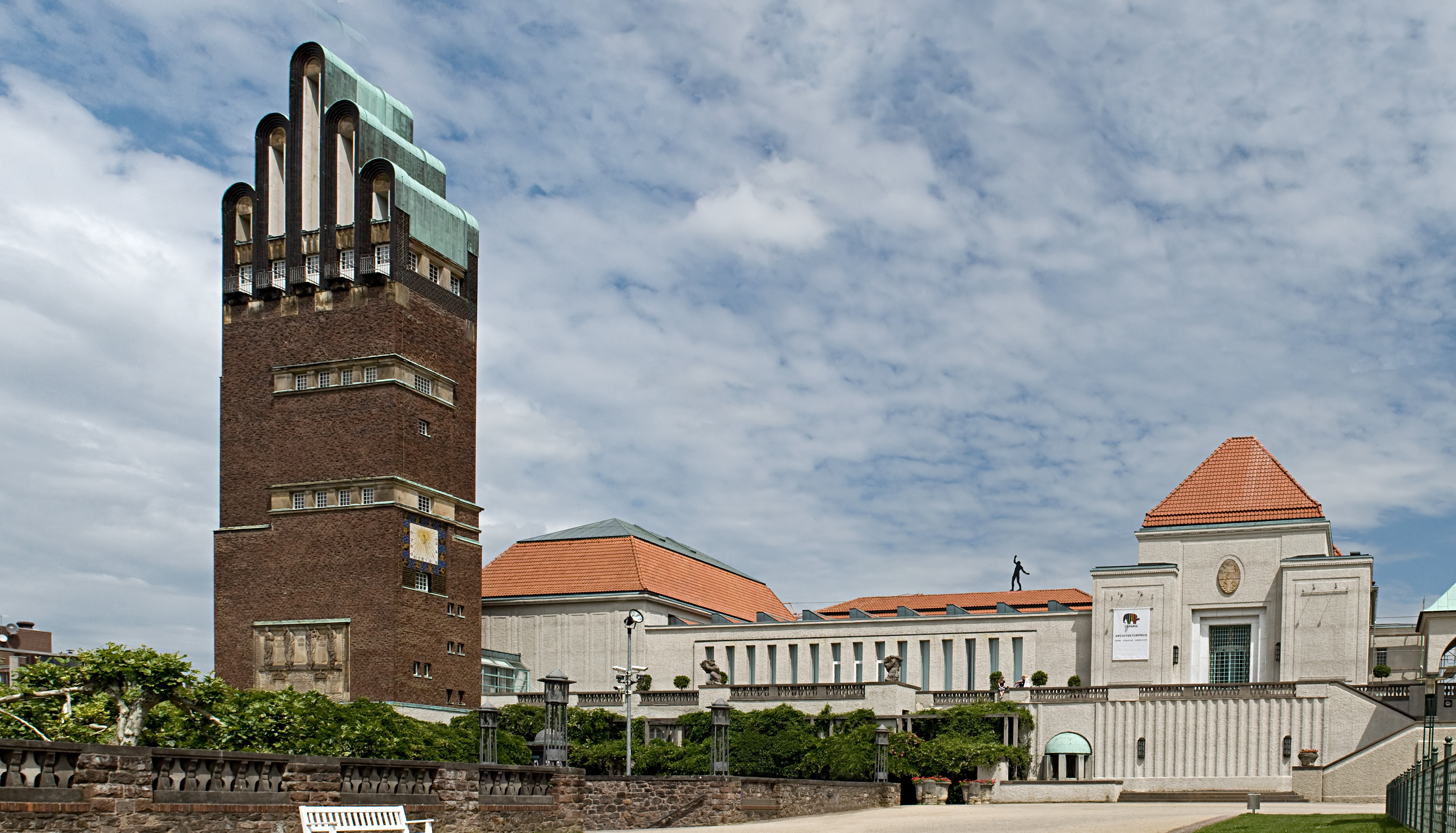
La Mathildenhöhe con la sua torre.
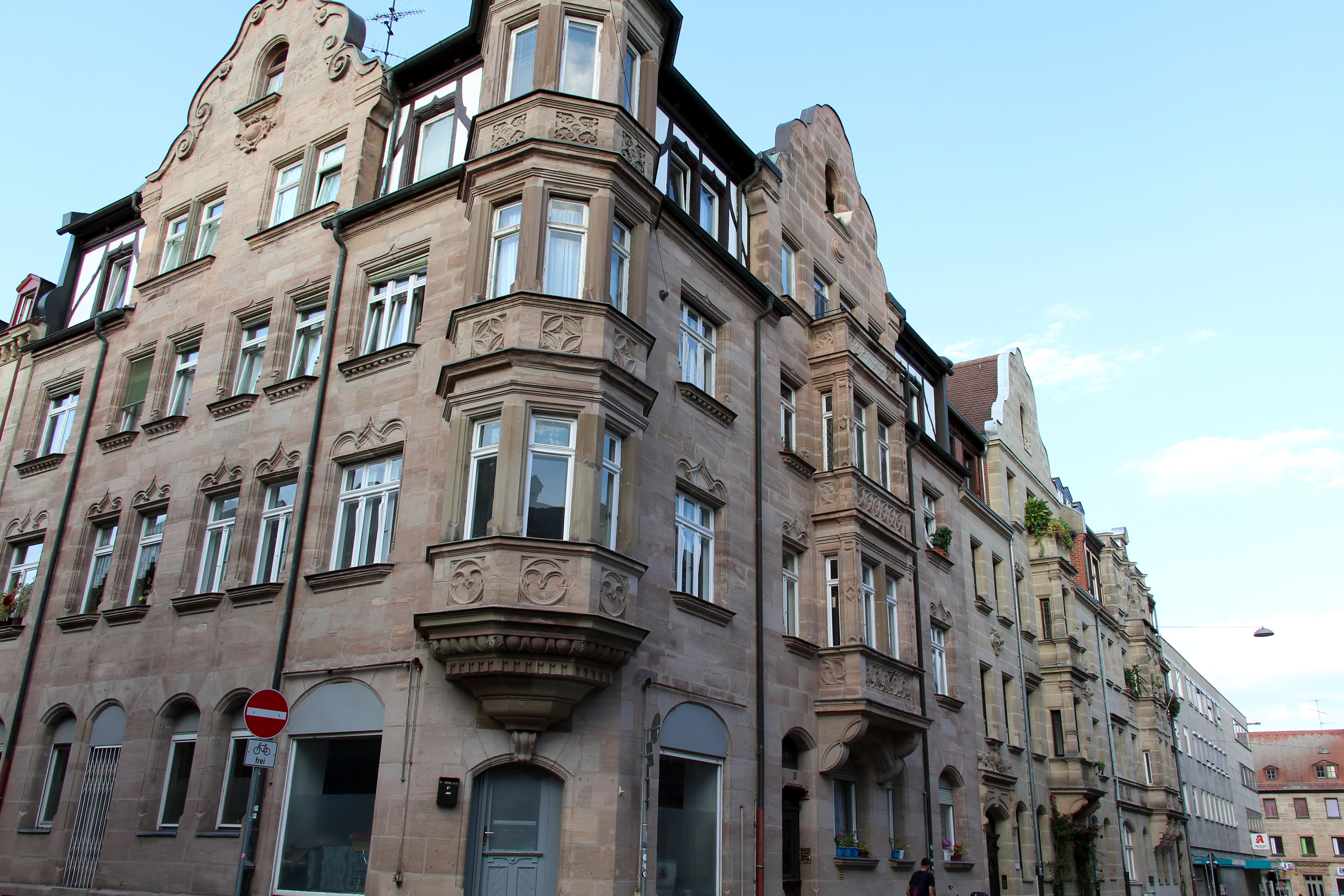
Espressione di Jugendstil nel centro della città di Fürth, nella Franconia.
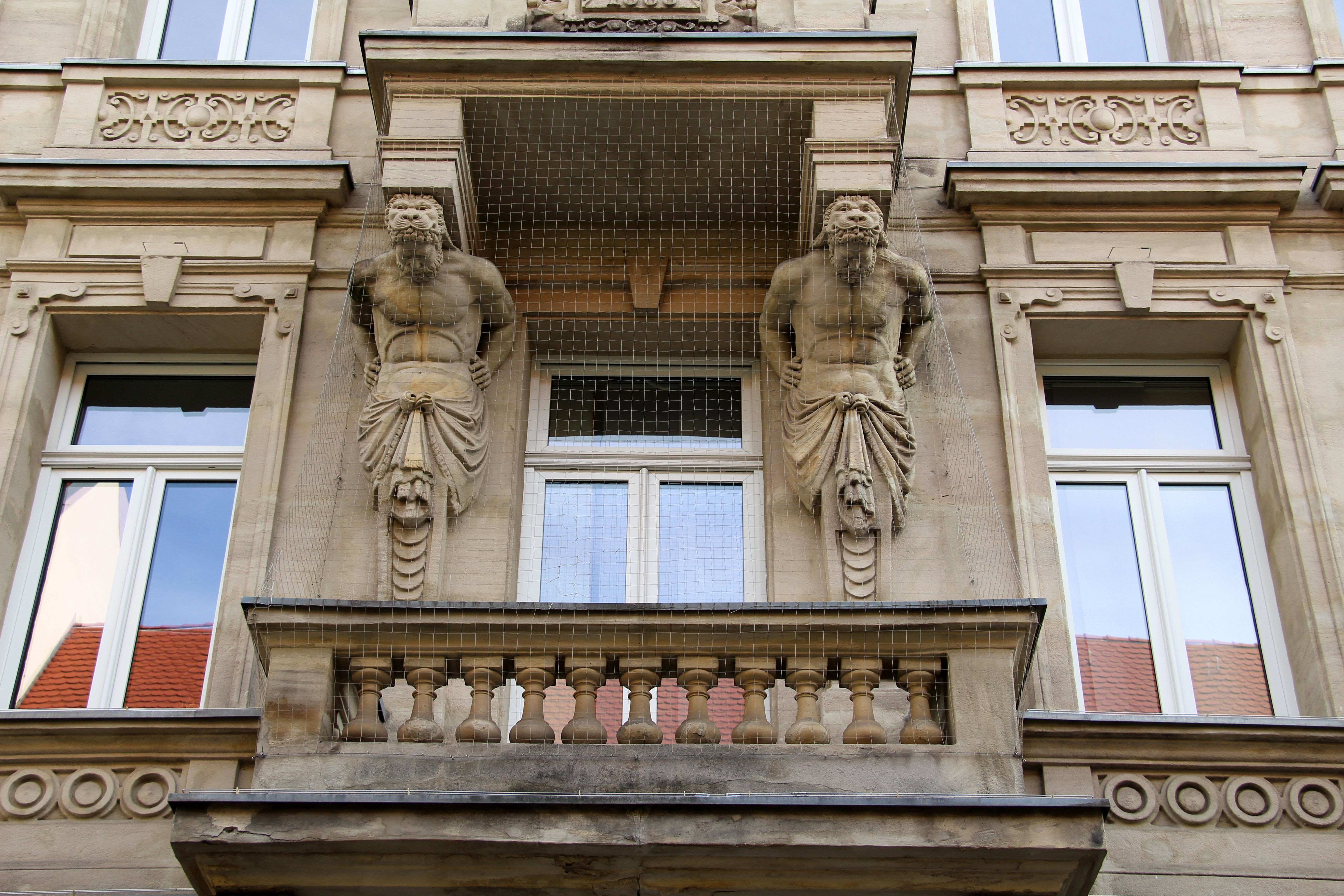
La facciata di un edificio nella città di Fürth (Franconia).
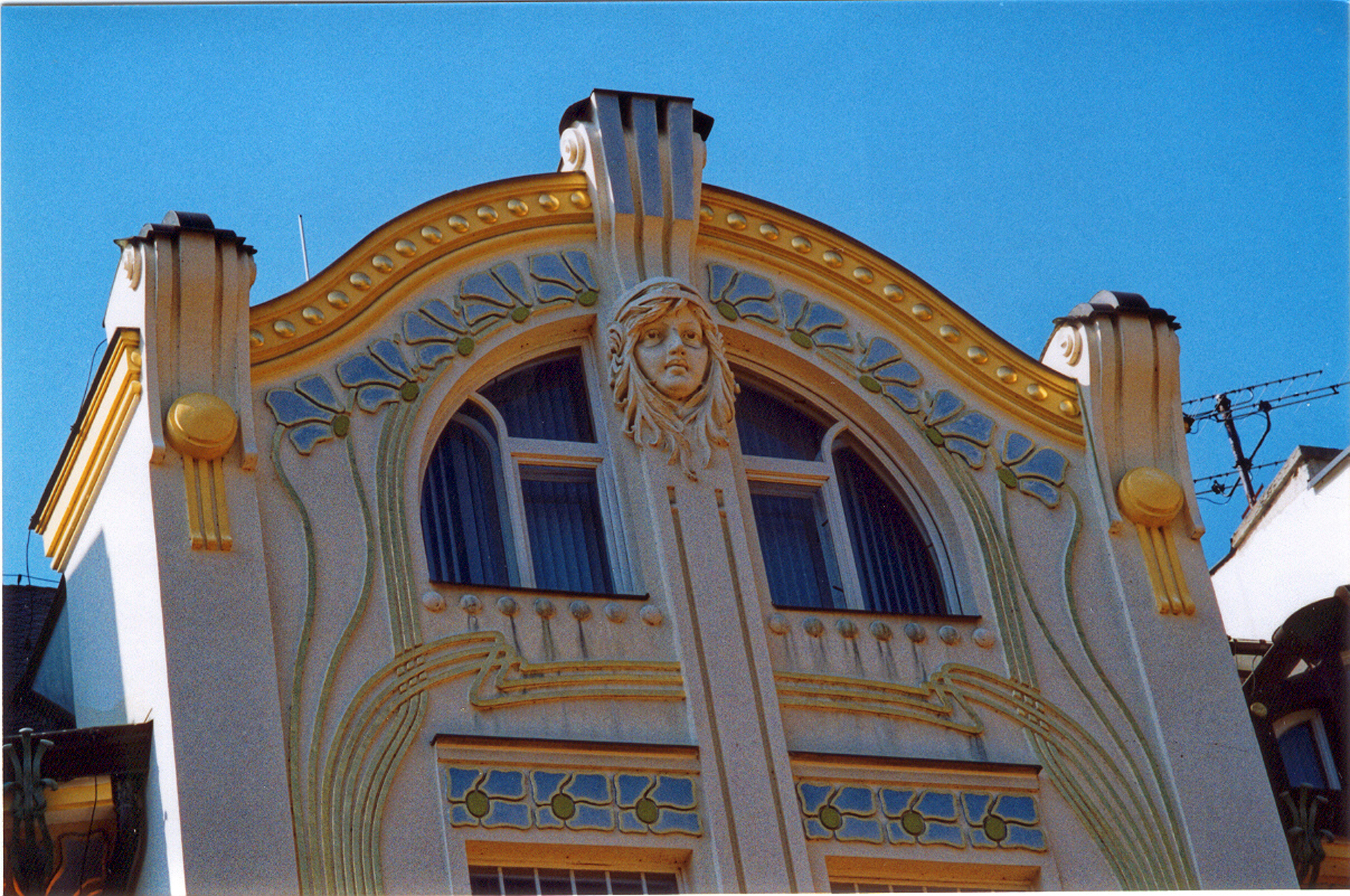
La facciata di un edificio a Karlovy Vary, Repubblica Ceca.
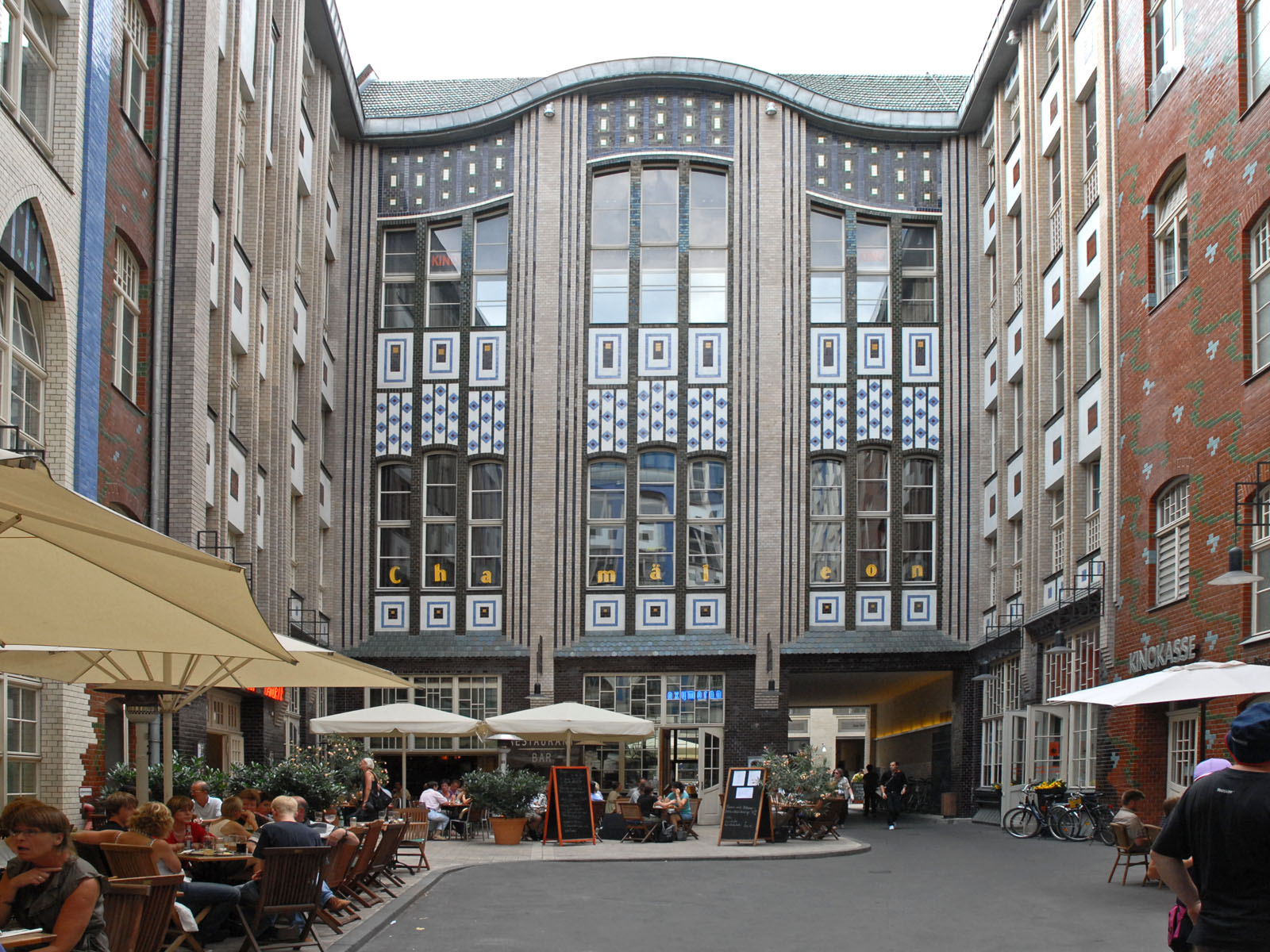
Hackesche Höfe, progettato da August Endell a Berlino.
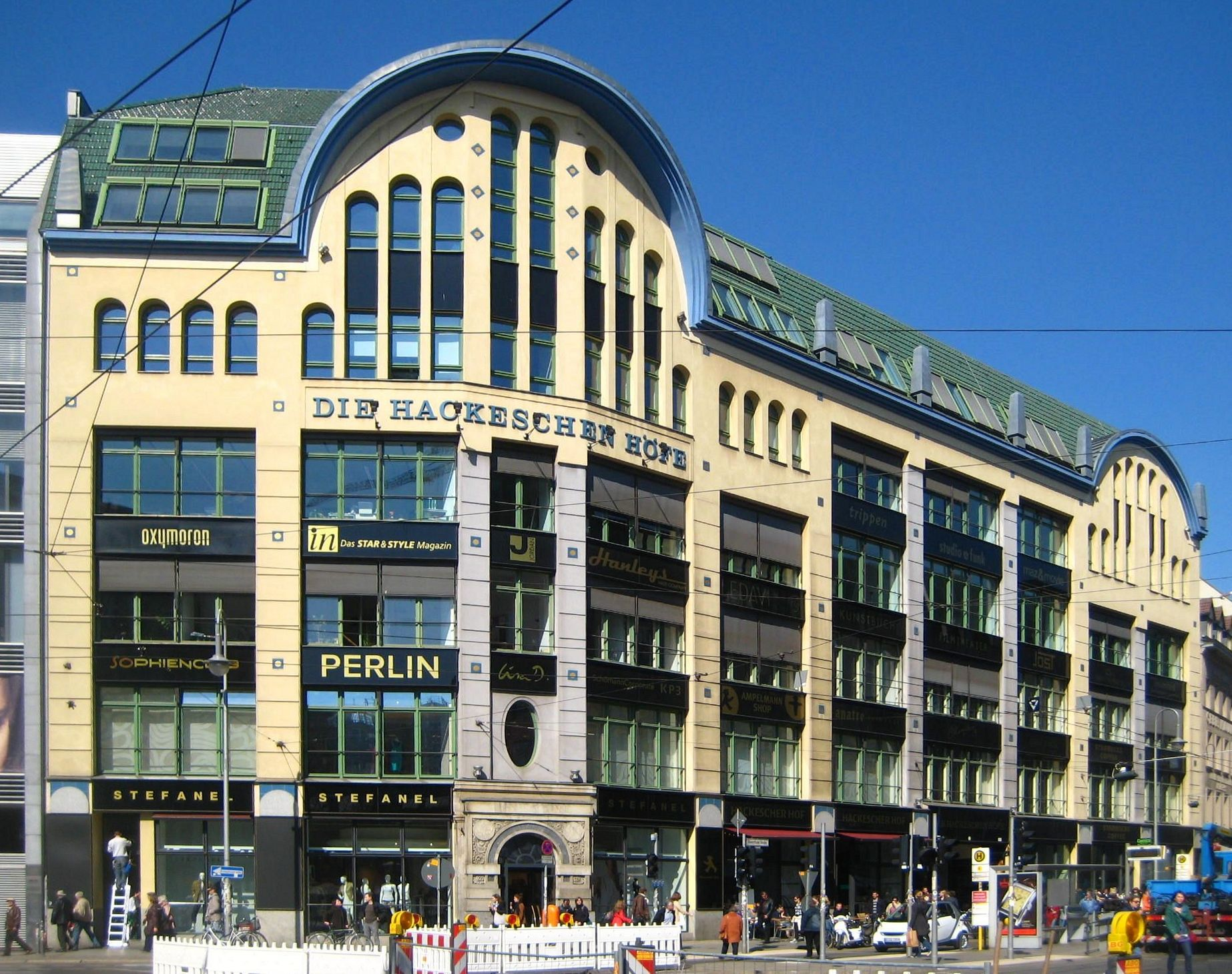
Die Hackeschen Höfe, facciata esterna, Berlino.
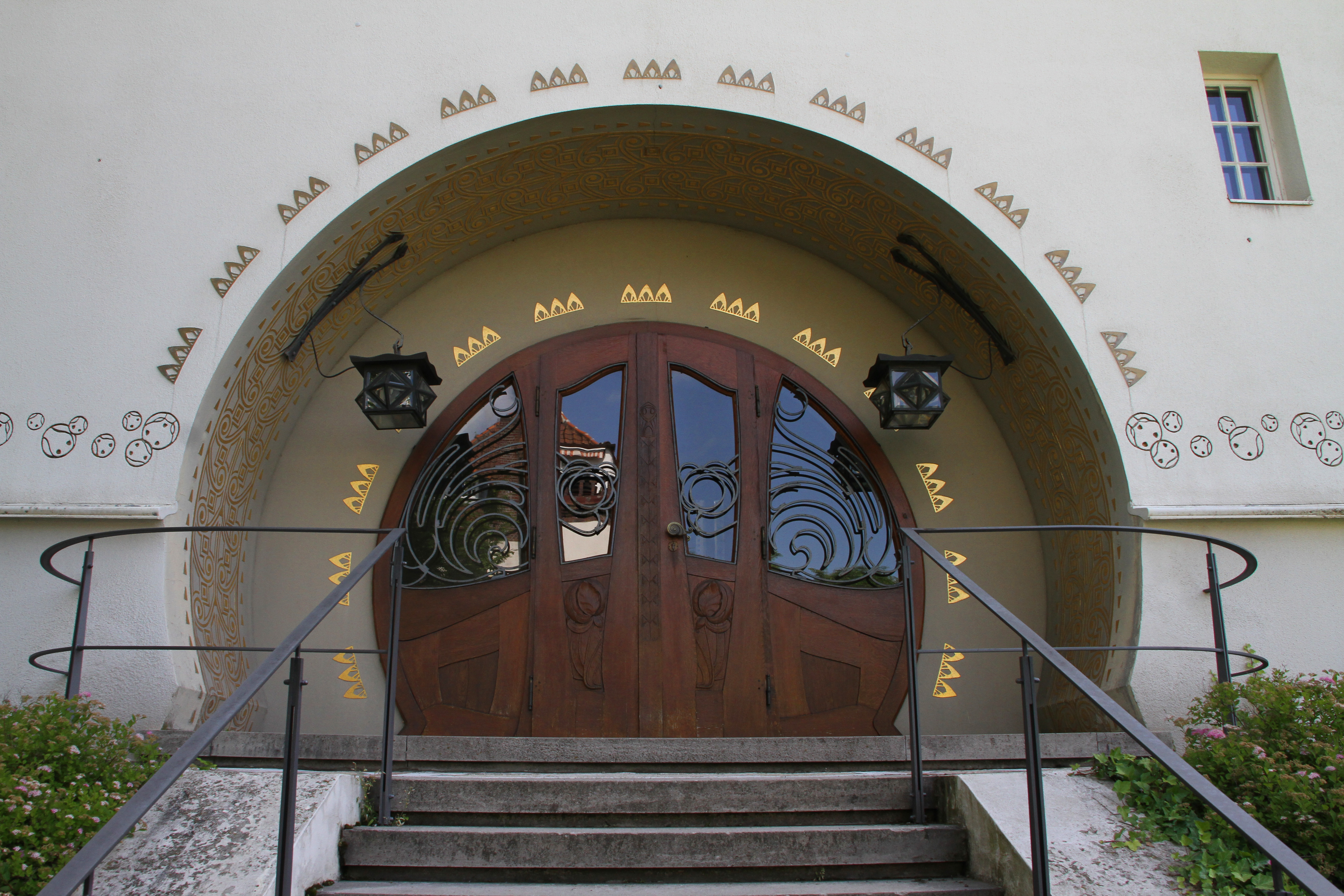
La Mathildenhöhe ― Casa Glückert (1901).
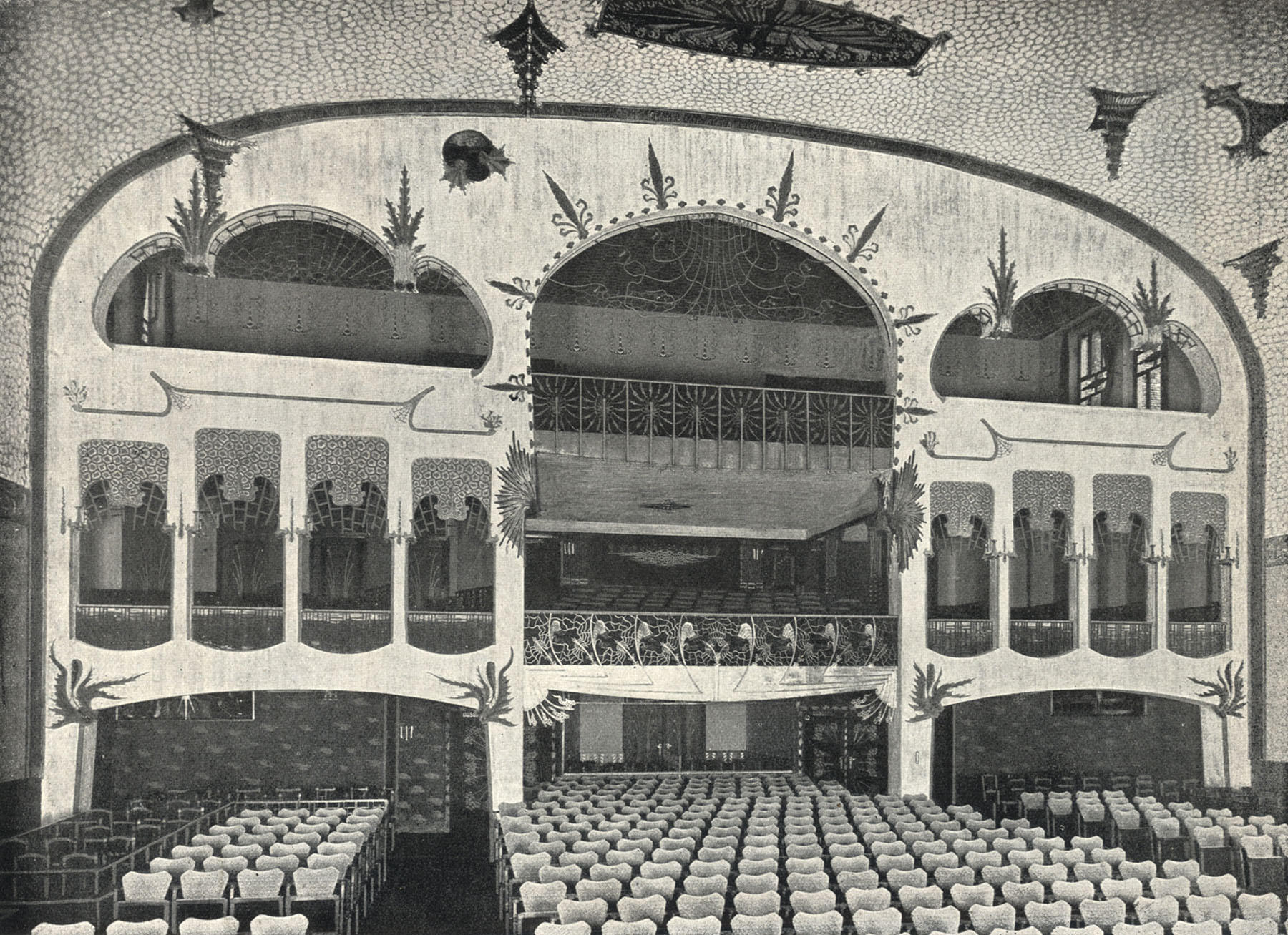
Interno del Teatro Buntes di Berlino (1901), progettato da August Endell.
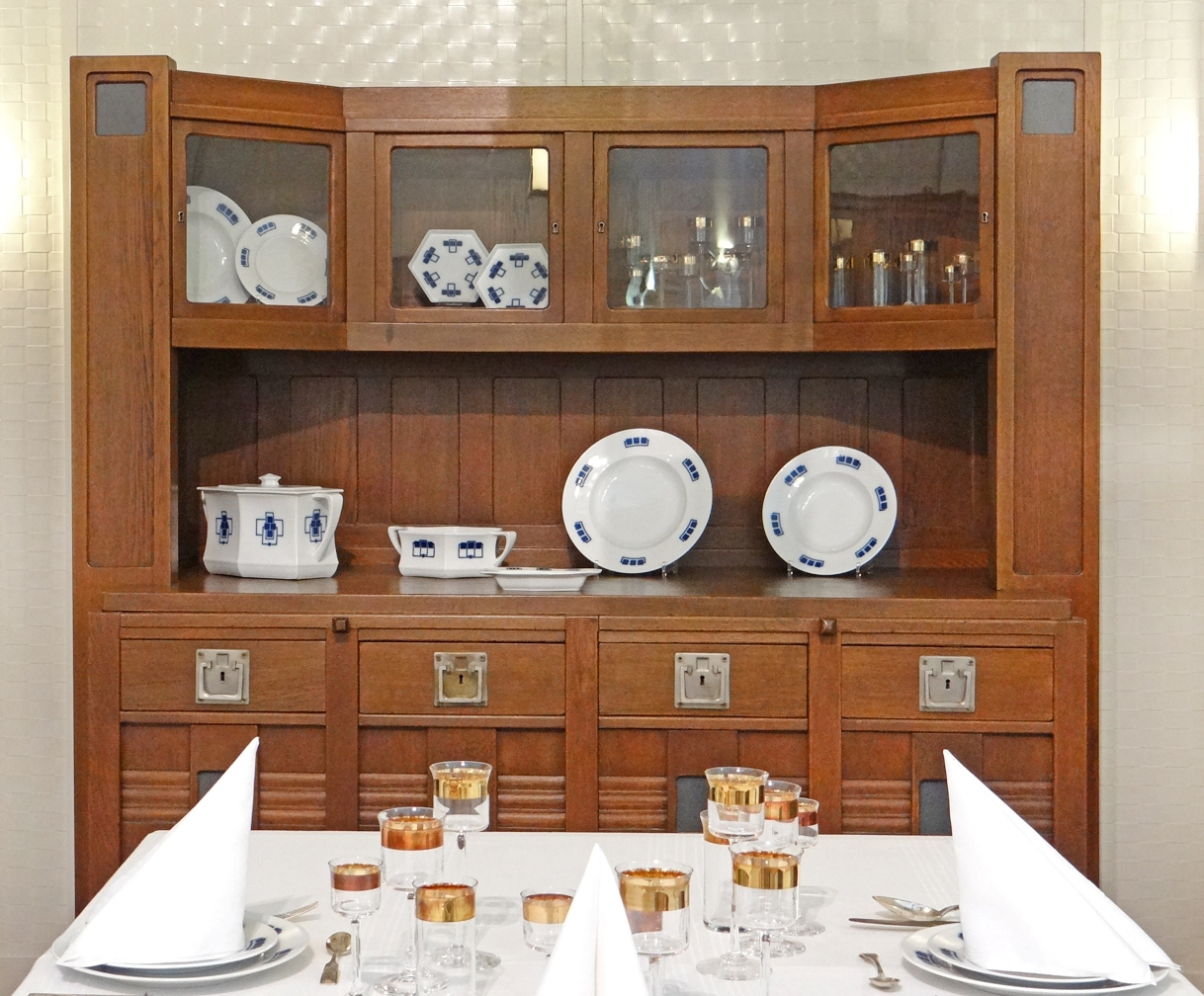
Sala da pranzo della casa di Peter Behrens (a Darmstadt).

## Riviste
- Jugend, Monaco di Baviera, 1892.
- Pan, Berlino, 1895-1900.